# Бревард
Бревард (на английски: Brevard) е град в щата Северна Каролина, САЩ, административен център на окръг Трансилвания.

## География
Градът е разположен на надморска височина от 655 метра на площ от 13.88 km2.

## История
Градът се появява през 1861 г. едновременно с формирането на област Трансилвания като негов административен център. Получава името си в чест на полковник Ефраим Бревард, доктор по медицина, известен ветеран от Войната за независимост на САЩ. Бревард се намира на входа на Националната гора Писга и е популярна туристическа и културна дестинация в Западна Северна Каролина.

## Население
Според преброяването от 2010 г. общият брой на населението е 7609 души.
Разпределение на населението по раса:
- бели – 83.3%
- афроамериканци – 11,0%
- коренно население на САЩ – 0,3%
- азиатци – 1,0%
- латиноамериканци – 3,7% и др.

- Улица в Бревард, около 1886 г.
- Църквата „Свети Филип“
- Рос Хол на Бревард Колидж
- Кампус на Бревард Колидж